# 青銅砲
青銅砲（せいどうほう）は、青銅製の鋳造砲のこと。

## 概要

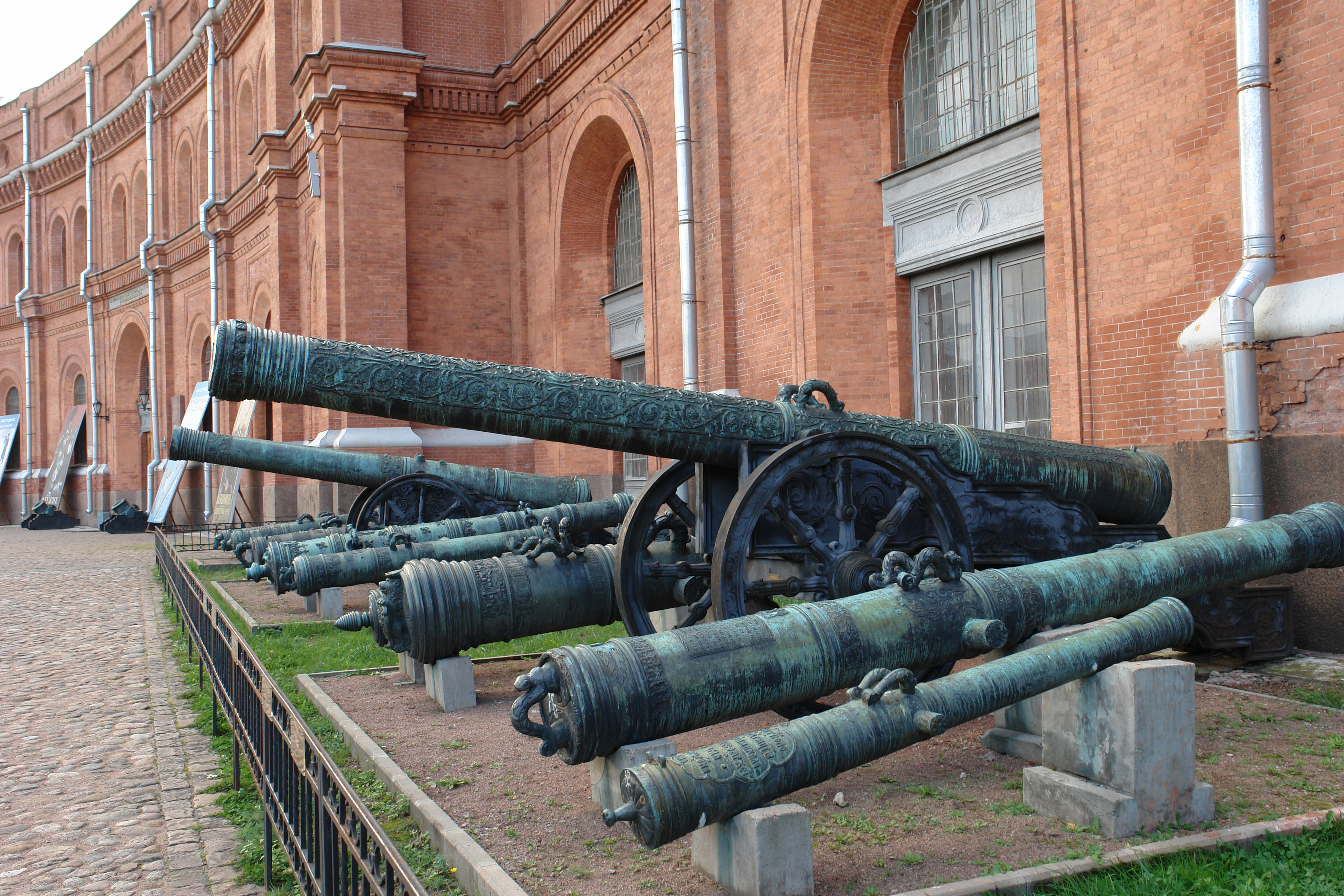
1617年製の152mm攻城砲などロシア帝国の青銅砲

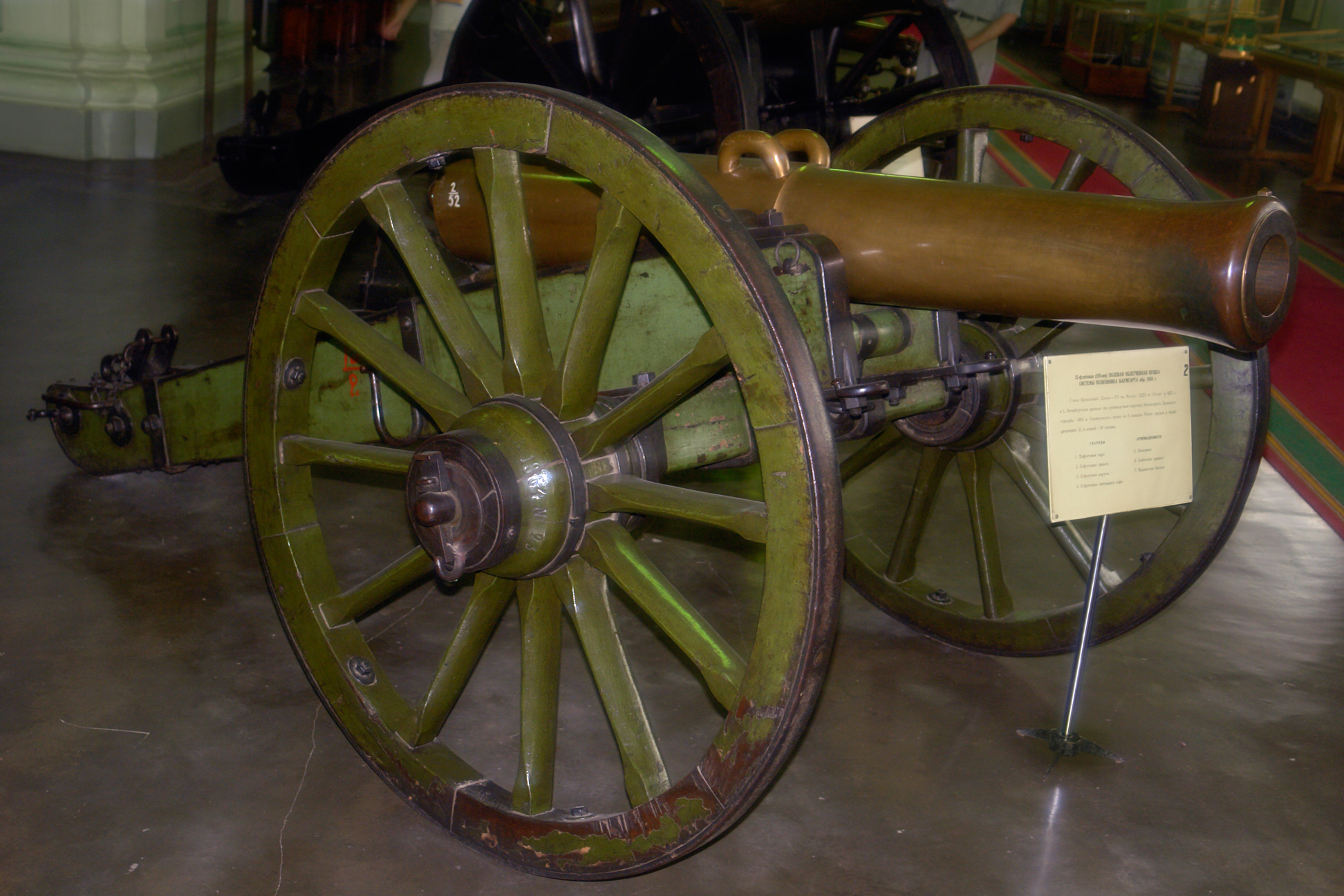
同じくロシアの1850年型の12ポンド120mm青銅軽野戦砲

その名の通り、青銅製の大砲である。ただし、慣例上、真鍮製のものも含めて青銅砲と呼ぶことも多い。野戦砲や曲射砲など様々な用途の大砲が青銅で製造されていた。また、銅と錫の合金を砲金と呼ぶことがあるが、これは、この合金が大砲の製造に多く用いられたことに由来する。
青銅砲は15世紀前半に登場し、それまでの鉄製鋳造砲に代わって主力となり、16世紀には完全に取って代わった。19世紀前半まで、青銅砲は大砲の中心的地位を維持した。これは、当時の鋳造技術の限界により、鉄製の鋳造砲では材質を均一にできず、暴発の危険があったからである。15世紀の青銅砲の登場は、大砲の発展には大きな影響を与えた。青銅砲の登場により、従来の鉄製砲に比べると肉薄でも強力な火砲の製造が可能となり、野戦でも使用できるような軽量で機動性のある火砲が生まれた。また、ウルバン砲のような巨大な大砲も作られている。
産業革命後の鋳造技術の進歩により、鉄製の鋳造砲でも暴発の危険が小さくなると、青銅より安価で、同じ重量でより耐久力がある（同じ耐久力ならより軽量）鉄製が再び一般的となり、青銅砲は戦場から姿を消すことになった。

## 日本における青銅砲
青銅砲は、日本においても江戸時代頃より和製大砲として製造され、戊辰戦争などの幕末の内乱や西南戦争で使用された。フランス式の青銅砲である四斤山砲も幕末にオランダから輸入され、1867年（慶応3年）には国内での製造も可能となって、同じく戊辰戦争から西南戦争にかけて主力野戦砲として使用された。19世紀後半においても青銅砲を使用していたのは、鎖国下における日本の技術の停滞を示すものと考えられた（ただし、実際には欧米でも青銅砲は未だ使われており、開国がたまたま青銅砲から鋼鉄砲への移行時期と重なったに過ぎず、決定的な遅れではなかった）。
明治時代に入ってからも、日本では国産が容易な青銅砲が制式装備として使用された。実際に当時のヨーロッパでも、青銅砲は生産が容易な砲として使用は続いており、留学中にそれを確認した大山巌は、これを見習うべしと帰国後に報告したほどである。日清戦争では1891年（明治24年）制式の九糎臼砲ほか、野砲や山砲など各種の青銅砲が主力火砲として活躍した。その後これらは鋼製の火砲によって更新されていくが、一部は兵器不足となった日露戦争や太平洋戦争に至るまで使用されている。

## 主な青銅砲
- カルバリン砲
- セーカー砲
- カノン砲
- 和製大砲